# Karel Goeyvaerts
Karel Goeyvaerts (Anversa, 8 giugno 1923 – Anversa, 3 febbraio 1993) è stato un compositore belga.

## Biografia
Dopo gli studi al Conservatorio Reale di Anversa, Goeyvaerts studiò composizione a Parigi con Darius Milhaud e analisi musicale con Olivier Messiaen. Studiò inoltre le onde Martenot con l'inventore dello strumento, Maurice Martenot.
Nel 1951 frequentò i corsi estivi di Darmstadt dove incontrò Karlheinz Stockhausen, di cui era di cinque anni più vecchio. Entrambi devoti cattolici e alla ricerca di fondere la numerologia mistica e la tecnica di composizione seriale, furono scioccati dall'ascolto del secondo movimento (Mode de valeurs et d'intensités) di Quatre études de rythme di Messiaen, in cui per la prima volta la tecnica seriale viene estesa a tutti i parametri del suono. Considerata da Pierre Boulez «opera senza sviluppo», il suo  "carattere essenzialmente sperimentale indirizzò tutti i giovani compositori del dopoguerra verso il campo, estremamente fertile all'inizio, della rigorosa quantificazione di tutti i dati dello spazio sonoro"."
Nel 1952 fu eccitato dal fatto che Stockhausen avesse ottenuto l'accesso a un generatore di forme d'onda sinusoidali che si trovava a Parigi. Goeyvaerts vedeva infatti in questo strumento la possibilità di trattare nelle sue composizioni con una forma più pura di suono. Tale considerazione non era inizialmente condivisa da Stockhausen, che trovava l'apparato inadeguato a causa della difficoltà di sovrapporre tra loro diverse frequenze. Solo più tardi, nel 1953 e nello Studio per la musica elettronica di Cologna dove trovò attrezzature più adatte, Goeyvaerts poté realizzare con l'aiuto dell'amico la sua prima composizione elettronica, Nummer 5 met zuivere tonen (letteralmente Numero 5 con suoni puri).
Dopo un temporaneo abbandono del mondo musicale, nel 1970 accettò un posto all'Istituto di psicoacustica musica elettronica di Gand. I lavori composti dopo il 1975 si orientano verso la musica minimalista, i cui esempi più noti sono la serie di cinque Litanie (1979-1982) e la sua ultima opera, Aquarius (1983-1992). Sebbene il minimalismo sia generalmente ritenuto una reazione contro il serialismo, Goeyvaerts ritiene entrambe le tecniche come differenti aspetti di una comune "musica statica" D'altra parte, anche l'analisi di opere giovanili come Nummer 4, met dode tonen (Numero 4 con toni morti) e Nummer 5 met zuivere tonen, entrambi gli aspetti siano vicini nell'opera dell'autore
Goeyvaerts morì improvvisamente nel 1993.

## Composizioni
- Opere: Aquarius (1983–92)
- Composizioni per orchestra
  - Concerto per violino n. 1 (1948)
  - Concerto per violino n. 2 (1951)
  - Zomerspelen (1961)
  - Al naar gelang (1971)
  - Litanie III (1980)
  - Aquarius (versione da concerto) (1991)
- Composizioni per diversi ensemble
  - Tre Lieder per sonar a venti-sei (1949)
  - Nummer 2 voor 13 instrumenten (Numero 2 per 13 strumenti) (1951)
  - Nummer 3 met gestreken en geslagen tonen (1952)
  - Nummer 6 met 180 klankvoorwerpen (1954)
  - Pour que les fruits mûrissent cet été (Per che i frutti maturino quest'estate), per 14 strumenti rinascimentali e 7 strumentisti (1975-1976)
  - Erst das Gesicht... (1978)
  - Zum Wassermann (1984)
  - Avontuur (1985)
  - De Heilige Stad (1986)
  - Das Haar (1990)
- Composizioni vocali e strumentali
  - Elegische muziek (Musica elegiaca) (1950)
  - Mis voor Paus Johannes XXIII (Messa per Giovanni XXIII) (1968)
  - Bélise dans un jardin (1972)
  - Litanie IV, per soprano, flauto, clarinetto, piano, violino e violoncello (1981)
  - De Stemmen van de Waterman (1985)
- Composizioni per coro
  - Mon doux pilote s'endort aussi (1976)
- Musica da camera
  - Sonata per due pianoforti (1951),
  - Ach Golgatha!, per percussioni, arpa e organo (1975)
  - Honneurs funèbres à la tête musicale d'Orphée, for sei onde Martenot (1978)
  - Litanie II, per tre percussionisti (1980)
  - Aemstel Kwartet (1985)
  - De Zeven Zegels, per quartetto d'archi (1986)
  - Voor Strijkkwartet (1992)
- Composizioni per pianoforte
  - Litanie I (1979)
  - Pas à Pas (1985)
- Composizioni per nastro magnetico 
  - Nummer 4 met dode tonen (1952)
  - Nummer met zuivere tonen (1953)
  - Nummer 7 met convergerende en divergerende niveaus (1955)
  - Nachklänge aus dem Theater I–II (1972)
- Composizioni per nastro magnetico e altri strumenti 
  - Stuk voor piano en tape (Pezzo per nastro magnetico e pianoforte) (1964)
  - Piano Quartet (1972)
  - You'll Never Be Alone Anymore (1975)
  - Litanie V, per clavicembalo e nastro magnetico (1982)